# Ixetic

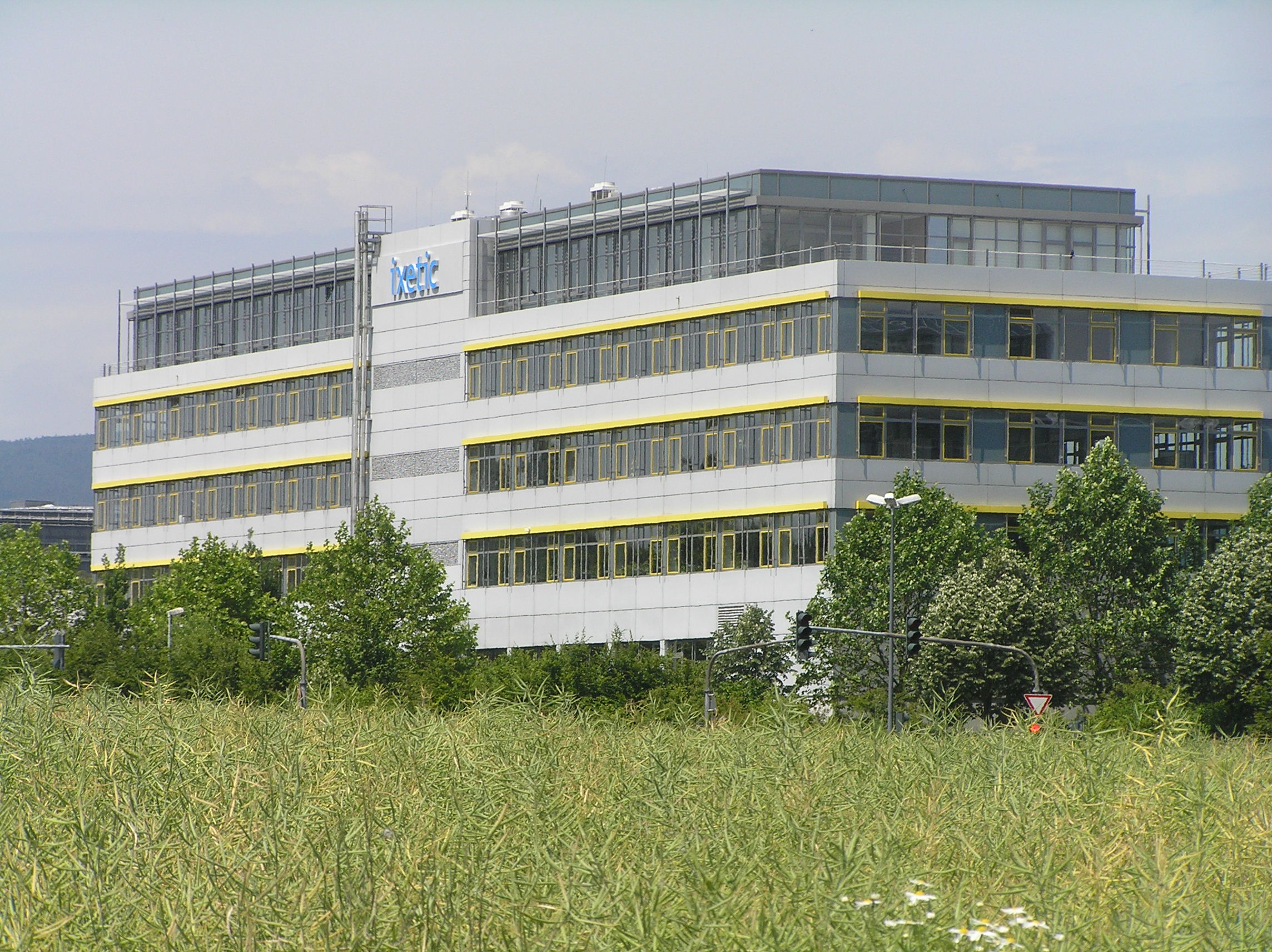
Zentrale in Bad Homburg

Die ixetic GmbH war ein Zulieferer der Automobilindustrie, der bei Entwicklung und Produktion von Hydraulik- und Vakuumpumpen für Lastkraft- und Personenkraftwagen weltweit führend war. Das Unternehmen wurde 2012 von dem kanadischen Zulieferer Magna International erworben und eingegliedert.

## Geschichte
Die Geschichte von Ixetic beginnt mit der Gründung der barmag Maschinenfabrik in Wuppertal 1922. Ein weiteres Vorläuferunternehmen war das 1956 gegründete Vickers Deutschland in Bad Homburg, das ab 1961 Mercedes-Benz belieferte und zwei Jahre später mit der Produktion von Lenkhelfpumpen in Bad Homburg begann.
Vickers errichtete 1971 das Werk Zeppelinstraße und lieferte sieben Jahre später die ersten Vakuumpumpen an Audi und VW.
Ein großer Schritt in Richtung der heutigen Unternehmensform geschah im Jahre 1991, als es zu einem Joint-Venture zwischen LuK und barmag (BarLuK) kam und im selben Jahr der Automotive-Hydraulikbereich von Vickers durch LuK übernommen wurde.
Aus BarLuK wurde zwei Jahre später LuK Automobiltechnik Hückeswagen als Tochter der LuK Fahrzeughydraulik Bad Homburg. Ab 1997 wurden die ersten stufenlosen Getriebe gefertigt und zwei Jahre später erstmals Fahrwerkspumpen geliefert. 2005 kam dann die Fertigung von Klimakompressoren hinzu.
Ixetic wurde im März 2006 aus der LuK Gruppe (Fahrzeug-Hydraulik GmbH & Co. KG) ausgegliedert. Neuer Eigentümer des Unternehmens war die Beteiligungsgesellschaft Motion Equity Partners (ehemals Cognetas). Der Umsatz stieg von 286 Millionen Euro (2006) auf rund 300 Millionen Euro 2012. Ixetic gewann 2007 die Auszeichnung Hessen-Champions 2007 Weltmarktführer bei Fahrwerkspumpen im Auftrag des Hessischen Ministeriums für Wirtschaft, Verkehr und Landesentwicklung. 2009 wurde ein Joint Venture mit DSI in Bangalore (Indien) gegründet, 2010 folgte ein Montagewerk in China.
Magna International gab im Oktober 2012 die Unterzeichnung einer Vereinbarung über den Erwerb des Unternehmens bekannt.
Der zu zahlende Kaufpreis für 100 % der ausstehenden Aktien von Ixetic betrug ca. 308 Millionen Euro. 2018 verkaufte Magna seine Sparte Global Fluid Pressure & Controls Business insgesamt an den koreanischen Automobilzulieferer Hanon Systems.

## Konzernstruktur
Stammsitz des Unternehmens war Bad Homburg vor der Höhe, weitere Standorte waren Hückeswagen (bei Wuppertal), Plovdiv (Bulgarien), Brunswick (Ohio), Shanghai (China). Repräsentanzen gibt es in Yokohama (Japan), Russland, Indien und Korea. ixetic beschäftigte zuletzt über 1200 Mitarbeiter.

## Produkte
- Vakuumpumpen: Diesel- und Otto-DI-Motoren, Unterdruckerzeugung für den Bremskraftverstärker und weitere Bauteile wie z. B. Turboladerverstellung. Es wird unterschieden zwischen mechanisch angetriebenen (Vapec) und elektrisch angetriebenen (eVapec) Pumpen.
- Lenkhelfpumpen: hydraulische Lenkunterstützung (Servolenkung) in PKW und LKW.
- Fahrwerkspumpen: Reduzierung der Wankbewegung durch Zentrifugalkräfte oder Bodenunebenheiten. Hauptsächlich eingesetzt in der Oberklasse, Geländewagen oder SUVs. Weltmarktführer im Bereich Fahrwerkspumpen.
- Getriebepumpen: hydraulische Steuerung und Pumpen für CVT-Getriebe.
- CO2-Klimakompressor: Seit Anfang 2011 ist das Kältemittel R134a in Europa verboten, als Ersatz wurde lange Zeit Kohlendioxid (CO2) favorisiert. Tatsächlich entschieden sich die großen Automobilhersteller aber mehrheitlich für R1234yf (2,3,3,3-Tetrafluorpropen).
- Tandempumpen: Speziallösung, eine Kombination aus Fahrwerks- und Lenkhelfpumpe oder aus Vakuumpumpe und Dieselvorförderpumpe in einem gemeinsamen Gehäuse.